# Jacques Brunck
Pour les articles homonymes, voir Brunck.
Jacques Pierre Simon Brunck de Frundeck est un homme politique français né le 18 octobre 1735 à Strasbourg, où il est mort le 20 décembre 1792.

## Biographie
Ancien colonel d'artillerie, chevalier de Saint-Louis, il est président de l'administration du département, et est député du Bas-Rhin de 1791 à 1792, siégeant avec les constitutionnels.